# Viaggio in fondo al mare (serie televisiva)

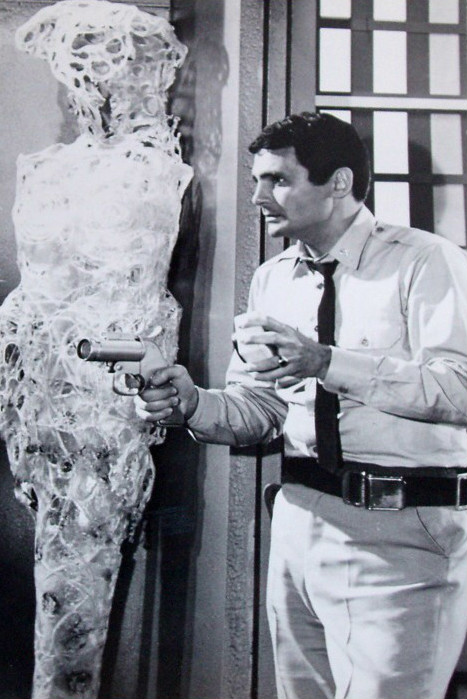
David Hedison nel ruolo del comandante Lee Crane nell'episodio Time Lock.

Viaggio in fondo al mare (Voyage to the Bottom of the Sea) è una serie televisiva statunitense in 110 episodi andati in onda sulla ABC dal 1964 al 1968. È lo spin-off del film omonimo del 1961. Sia il lungometraggio che la serie furono ideate da Irwin Allen.

## Trama
La serie, le cui trasmissioni in prima televisiva cominciarono nel 1964, è ambientata nel futuro, negli anni settanta per le prime due stagioni e negli anni ottanta per le altre due.
L'episodio pilota, Eleven Days to Zero, introduce il pubblico al futuristico sottomarino nucleare USOS Seaview e ai membri del suo equipaggio, tra cui il progettista e costruttore del sommergibile, l'ammiraglio Harriman Nelson (Richard Basehart), e il comandante Lee Crane (David Hedison), che diventa il capitano dopo l'assassinio del comandante originale. Il sommergibile ha sede presso l'istituto della Nelson Marine Research (Nimr) a Santa Barbara, California, ed è spesso ancorato a circa 500 piedi sotto il mare in una grotta segreta scavata nella roccia. Il Seaview è ufficialmente utilizzato per la ricerca marina e sottomarina e visita luoghi esotici per i sette mari, ma la sua missione segreta è difendere il pianeta dalle minacce extraterrestri.
La prima stagione inizia con l'ammiraglio Nelson e l'equipaggio del Seaview in lotta contro un governo straniero, al fine di prevenire un terremoto minaccioso in tutto il mondo, per poi continuare a combattere un altro governo straniero che intende distruggere i sottomarini americani con nuove tecnologie.

## Personaggi
- Ammiraglio Nelson (stagioni 1-4), interpretato da Richard Basehart.
- Capitano Crane (stagioni 1-4), interpretato da David Hedison.
- Chip Morton (stagioni 1-4), interpretato da Robert Dowdell.
- Kowalski (stagioni 1-4), interpretato da Del Monroe.
- Patterson (stagioni 1-4), interpretato da Paul Trinka.
- Sparks  (stagioni 1-4), interpretato da Arch Whiting.
- Dottore (stagioni 1-4), interpretato da Richard Bull.
- Capitano Curley Jones (stagione 1), interpretato da Henry Kulky.
- Ron (stagioni 1-3), interpretato da Ron Stein.
- Membro dell'equipaggio (stagioni 1-4), interpretato da Patrick Culliton.
- Clark (stagioni 1-3), interpretato da Paul Carr.
- Tenente O'Brien (stagione 1), interpretato da Derrik Lewis.
- Malone (stagione 1), interpretato da Mark Slade.
- Aleksei (stagione 1), interpretato da Paul Zastupnevich.
- Henderson (stagioni 1-3), interpretato da Jan Merlin.
- Colonnello (stagioni 1-4), interpretato da Michael Pate.
- Pirata Barbanera (stagioni 1-3), interpretato da Malachi Throne.
- Blake (stagione 1), interpretato da Robert Doyle.
- Katie (stagione 1), interpretata da Susan Flannery.
- Manolo (stagioni 1-2), interpretato da James Frawley.
- Presidente (stagione 1), interpretato da Ford Rainey.
- Brainwasher (stagione 1), interpretato da Werner Klemperer.
- Corpsman (stagioni 1-3), interpretato da Joe E. Tata.
- Generale Blake (stagioni 1-4), interpretato da Tyler McVey.
- Membro dell'equipaggio (stagione 1), interpretato da Irwin Allen.
- Davis (stagione 1), interpretato da Lloyd Bochner.
- Capitano Tomas Ruiz (stagioni 1-2), interpretato da Michael Ansara.
- Capitano Francis Ethelbert Sharkey (stagioni 2-4), interpretato da Terry Becker.
- Riley (stagione 2), interpretato da Allan Hunt.
- Dr. Jenkins (stagioni 2-4), interpretato da Skip Homeier.
- Comandante Van Wyck (stagioni 2-3), interpretato da Warren Stevens.
- Ammiraglio barone Gustave Von Neuberg (stagioni 2-3), interpretato da John Van Dreelen.
- Chandler (stagione 2), interpretato da David Sheiner.
- Logan (stagioni 2-4), interpretato da Barry Atwater.
- Membro dell'equipaggio (stagioni 3-4), interpretato da Marco López.
- Krueger (stagione 3), interpretato da Alfred Ryder.
- Mr. Pem (stagioni 3-4), interpretato da Henry Jones.
- Bucaniere (stagione 3), interpretato da Jerry Catron.
- Gantt (stagioni 3-4), interpretato da Peter Mark Richman.
- Holden (stagioni 3-4), interpretato da Kevin Hagen.
- Capitano Jacob Wren (stagione 4), interpretato da Bart La Rue.

## Episodi
| Stagione         | Episodi | Prima TV USA | Prima TV Italia |
| ---------------- | ------- | ------------ | --------------- |
| Prima stagione   | 32      | 1964-1965    |                 |
| Seconda stagione | 26      | 1965-1966    |                 |
| Terza stagione   | 26      | 1966-1967    |                 |
| Quarta stagione  | 26      | 1967-1968    |                 |